# 加瓦尔尼瀑布
加瓦尔尼瀑布（法語：cascade de Gavarnie，法語發音：[kaskad də ɡavaʁni]），又称加瓦尔尼大瀑布（法語：grande cascade de Gavarnie），是法国的一个分层瀑布，位于法国上比利牛斯省加瓦尔尼村附近的加瓦尔尼冰斗，总落差422米，是法国大陆最高的瀑布，也是欧洲最大的瀑布之一。
该瀑布是波河的起点。瀑布水源来自融雪和位于西班牙的小冰川。瀑布的年平均流量为3立方米/秒。在融雪最强的夏季，流量可达200立方米/秒。冬天则可能会结冰，停止流动。

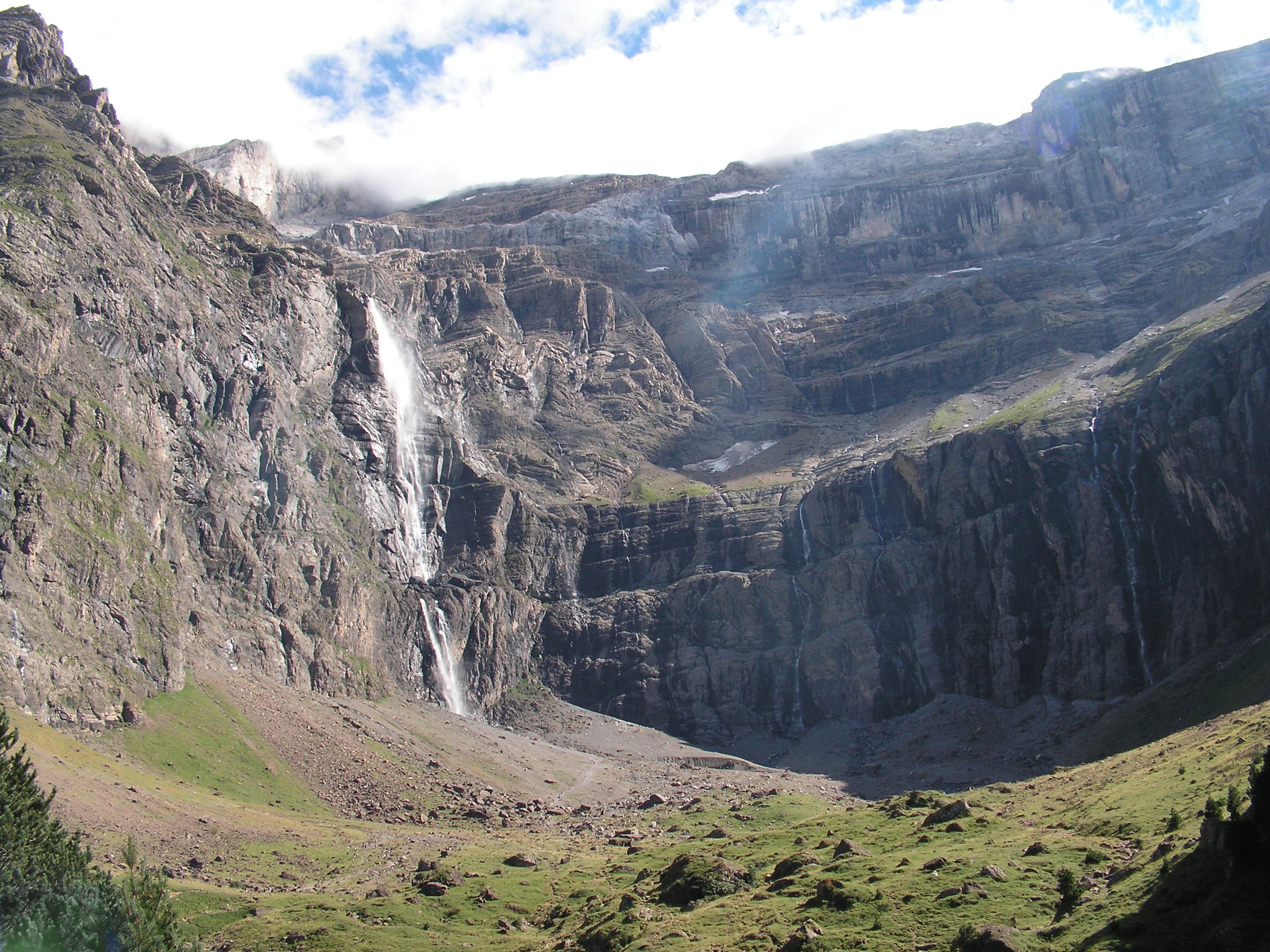
加瓦尔尼冰斗，左边为瀑布
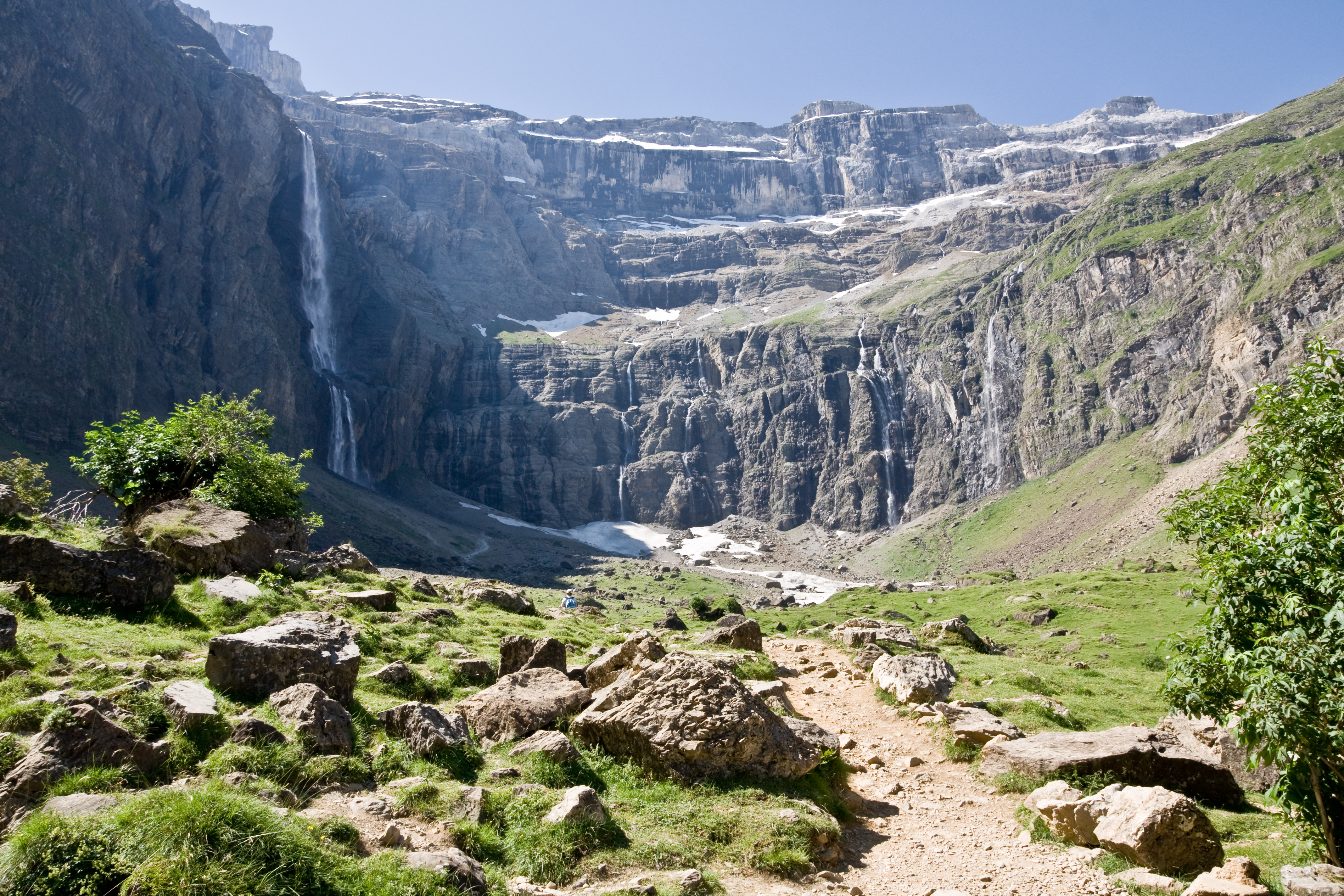
夏季的冰斗中心
遥望加瓦尔尼冰斗